# Avis Wyatt
Avis Wyatt (20 augustus 1984) is een voormalig Amerikaanse basketballer. Wyatt is 211 cm lang en speelde voornamelijk als power forward. Wyatt heeft drie jaar in Nederland gespeeld, van 2007 tot 2009 bij ABC Amsterdam en in seizoen 2011/2012 bij de GasTerra Flames.

## Clubs
Wyatt begon als professioneel basketballer in de Nederlandse Eredivisie bij My Guide Amsterdam in 2007. Hij speelde hier twee seizoenen en won twee keer de landstitel. Daarna vertrok hij naar Cyprus om daar te gaan spelen voor Proteas Danoi AEL. Met zijn team plaatste hij zich voor de finale. Op 17 juni 2011 werd bekend dat Wyatt weer terug zou keren in Nederland, ditmaal bij de GasTerra Flames uit Groningen.
In zijn jaar in Groningen scoorde Wyatt gemiddeld 8,7 punten per wedstrijd en pakte hij gemiddeld 6 rebounds. Het team bereikte de halve finale van de play-offs, maar werd hierin uitgeschakeld. Na zijn seizoen bij de Flames ging Wyatt in Griekenland spelen voor Ikaros BC. 